# Topojë
Topojë è una frazione del comune di Fier in Albania (prefettura di Fier).
Fino alla riforma amministrativa del 2015 era comune autonomo, dopo la riforma è stato accorpato, insieme agli ex-comuni di Cakran, Dermenas, Frakull, Levan, Libofshë, Mbrostar, Portëz, Qënder a costituire la municipalità di Fier.

## Località
Il comune era formato dall'insieme delle seguenti località:
- Topoje
- Seman
- Gjokalli
- Shesh Marinas
- Sheq
- Fushe
- Gryke
- Seman i ri
- Kavakll